# Habenaria macronectar
Habenaria macronectar är en orkidéart som först beskrevs av Vell., och fick sitt nu gällande namn av Frederico Carlos Hoehne. Habenaria macronectar ingår i släktet Habenaria och familjen orkidéer. Inga underarter finns listade i Catalogue of Life.